# Вечорниці густоволосисті
Вечорниці густоволосисті, вечорниці густоволохаті (Hesperis pycnotricha) — вид рослин з родини капустяних (Brassicaceae), поширений у південно-східній Європі.

## Опис
Дворічна рослина 60–80 см заввишки. Рослина вкрита дуже короткими розгалуженими волосками, рідко з незначною домішкою дуже коротких простих волосків. Пелюстки рожеві або рожево-фіолетові, 14–19 мм завдовжки. Стручки на косо вгору спрямованих досить тонких плодоніжках, біля основи — б.-м. волосисті, вище — голі.

## Поширення
Поширений у південно-східній Європі; інтродукований до східної Європи.
В Україні вид зростає у світлих лісах, серед чагарників, на галявинах — у Лівобережному Поліссі, Лісостепу і Степу, в гірському Криму і на Керченському півострові; іноді розводять у садах.

## Використання
Кормова, медоносна, жиро-олійна, декоративна рослина.